# Галушкинское сельское поселение
Галу́шкинское се́льское поселе́ние — муниципальное образование в составе Новоаннинского района Волгоградской области.
Административный центр — хутор Галушкинский.

## История
Галушкинское сельское поселение образовано 21 декабря 2004 года в соответствии с Законом Волгоградской области № 970-ОД.

## Население
| 2010  | 2012  | 2013  | 2014  | 2015  | 2016  | 2017  |
| ----- | ----- | ----- | ----- | ----- | ----- | ----- |
| 1235  | ↘1212 | ↘1182 | ↘1178 | →1178 | ↘1135 | ↘1116 |
| 2018  | 2019  | 2020  | 2021  |       |       |       |
| ↘1098 | ↘1069 | ↘1044 | ↘1029 |       |       |       |

## Состав сельского поселения
| № | Населённый пункт            | Тип населённого пункта        | Население |
| - | --------------------------- | ----------------------------- | --------- |
| 1 | Альсяпинский                | хутор                         | 152       |
| 2 | Галушкинский                | хутор, административный центр | 867       |
| 3 | Кирпичёвский (Кирпичевский) | хутор                         | 87        |
| 4 | Челышевский                 | хутор                         | 129       |